# Gran Consejo (dinastía Qing)
El Gran Consejo o Junji Chu (en chino tradicional, 軍機處; Manchu:  coohai nashūn i ba; literalmente, "Oficina de Secretos Militares"), oficialmente la Banli Junji Shiwu Chu (en chino tradicional, 辦理軍機事務處; "Oficina para el Manejo de Asuntos Militares Confidenciales"), fue un importante órgano político durante la dinastía Qing. Fue fundado en 1733 por el Emperador Yongzheng. En un principio, el Gran Consejo se encargaba de los asuntos militares, pero poco a poco fue adquiriendo un papel más importante y acabó alcanzando el papel de un consejo privado, eclipsando a la Gran Secretaría en función e importancia, razón por la cual se le conoce como el "Gran Consejo".
A pesar de su importante papel en el gobierno, el Gran Consejo era un órgano informal de elaboración de políticas en la corte interior, existente al margen de la estructura administrativa del Imperio Chino. Sus miembros ocupaban otros puestos concurrentes en la administración pública Qing. Originalmente, la mayoría de los funcionarios que servían en el Gran Consejo eran manchúes, pero poco a poco se fueron admitiendo en las filas del consejo funcionarios chinos han. Uno de los primeros funcionarios chinos de la etnia Han que formó parte del consejo fue Zhang Tingyu. El Gran Consejo se encontraba en un edificio insignificante justo al oeste de la puerta del Palacio de la Pureza Celestial en la Ciudad Prohibida.

## Orígenes del Gran Consejo

### Consejo de Príncipes y Altos Funcionarios

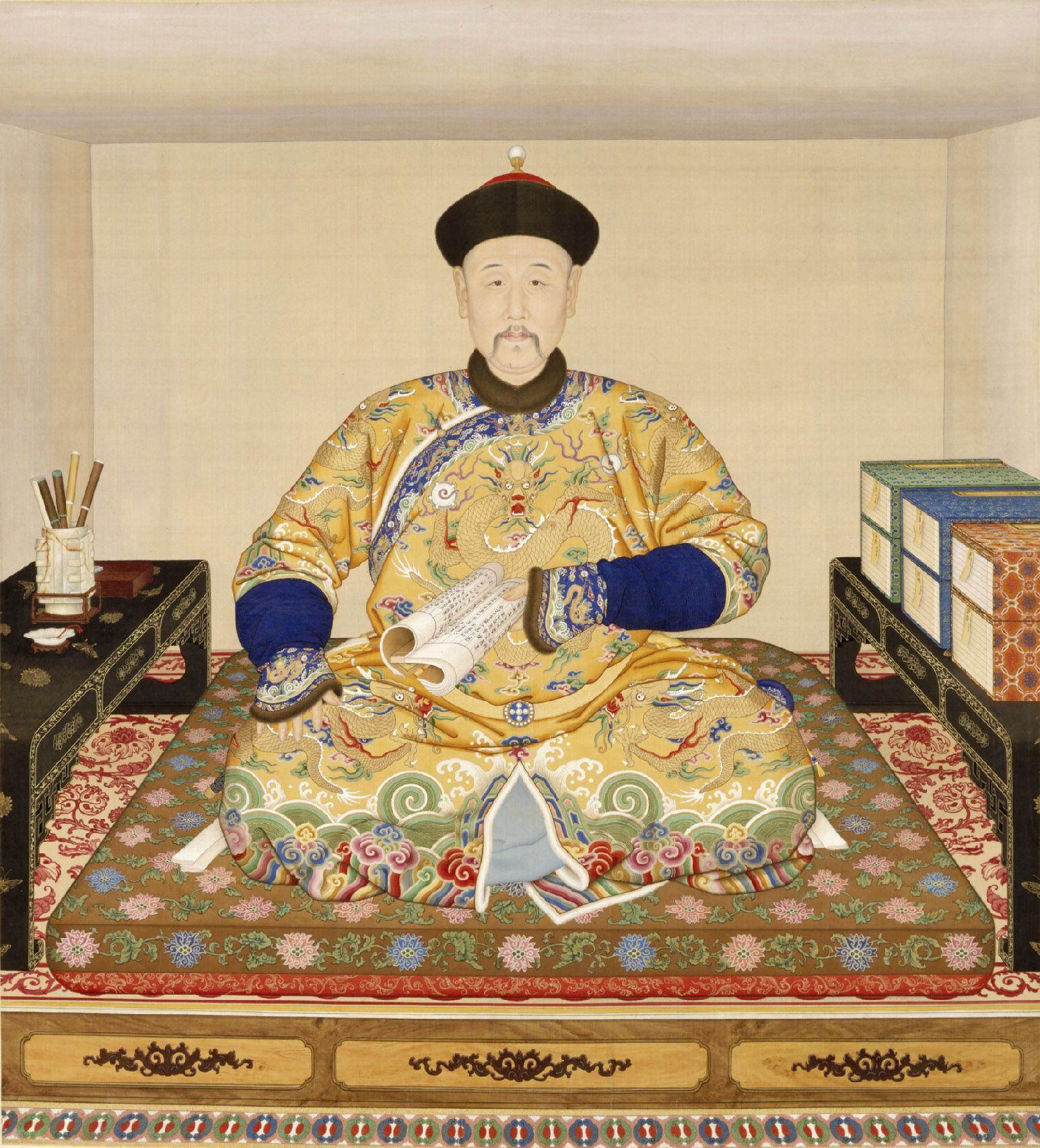
El Emperador Yongzheng (r. 1722-1735) estableció el Gran Consejo

A principios de la dinastía Qing, el poder político lo ostentaba el Consejo de Príncipes y Altos Funcionarios (議政王大臣會議), formado por ocho príncipes imperiales que ejercían a la vez de consejeros imperiales. También incluía a algunos funcionarios manchúes. Establecido en 1637, este consejo era responsable de decidir las principales políticas del gobierno Qing. Las decisiones del consejo tenían prioridad sobre las decisiones de la Gran Secretaría, el tradicional gabinete imperial. Bajo las reglas establecidas por Nurhaci, el Consejo tenía incluso el poder de deponer al Emperador. En 1643, el Emperador Shunzhi amplió la composición del consejo a los funcionarios chinos de la etnia Han, y su mandato se extendió a todas las decisiones importantes relacionadas con el Imperio Qing. Los poderes del consejo disminuyeron gradualmente tras el establecimiento del Estudio del Sur y el propio Gran Consejo, y fue abolido en 1717.

### Estudio del Sur
El Estudio del Sur (en chino, 南書房; pinyin, Nánshūfáng; Manchú: Julergi bithei boo) era una institución que ostentaba el máximo poder político tras su creación en 1677. Fue abolida en 1898. El Estudio del Sur fue construido por el Emperador Kangxi en la esquina suroeste del Palacio de la Pureza Celestial. Los miembros de la Academia Hanlin, seleccionados por sus méritos literarios, eran destinados al Estudio para que el Emperador tuviera fácil acceso a ellos cuando buscaba consejo o quería que algún asunto fuera deliberado. Cuando se les destinaba al Estudio, los funcionarios eran conocidos por "tener acceso al Estudio del Sur" (南書房行走). Debido a su proximidad con el Emperador, los funcionarios destinados al Estudio llegaron a ser muy influyentes con el Emperador. Tras la creación del Gran Consejo, el Estudio del Sur siguió siendo una institución importante, pero perdió su función de asesoramiento político. Los funcionarios consideraban la adscripción al Estudio del Sur como un reconocimiento honorífico a sus logros literarios. En chino, el término "acceso al Estudio del Sur" en el uso moderno indica a una persona que, a través de canales distintos al cargo gubernamental formal, tiene una influencia significativa sobre los líderes del gobierno.

### Establecimiento del Gran Consejo

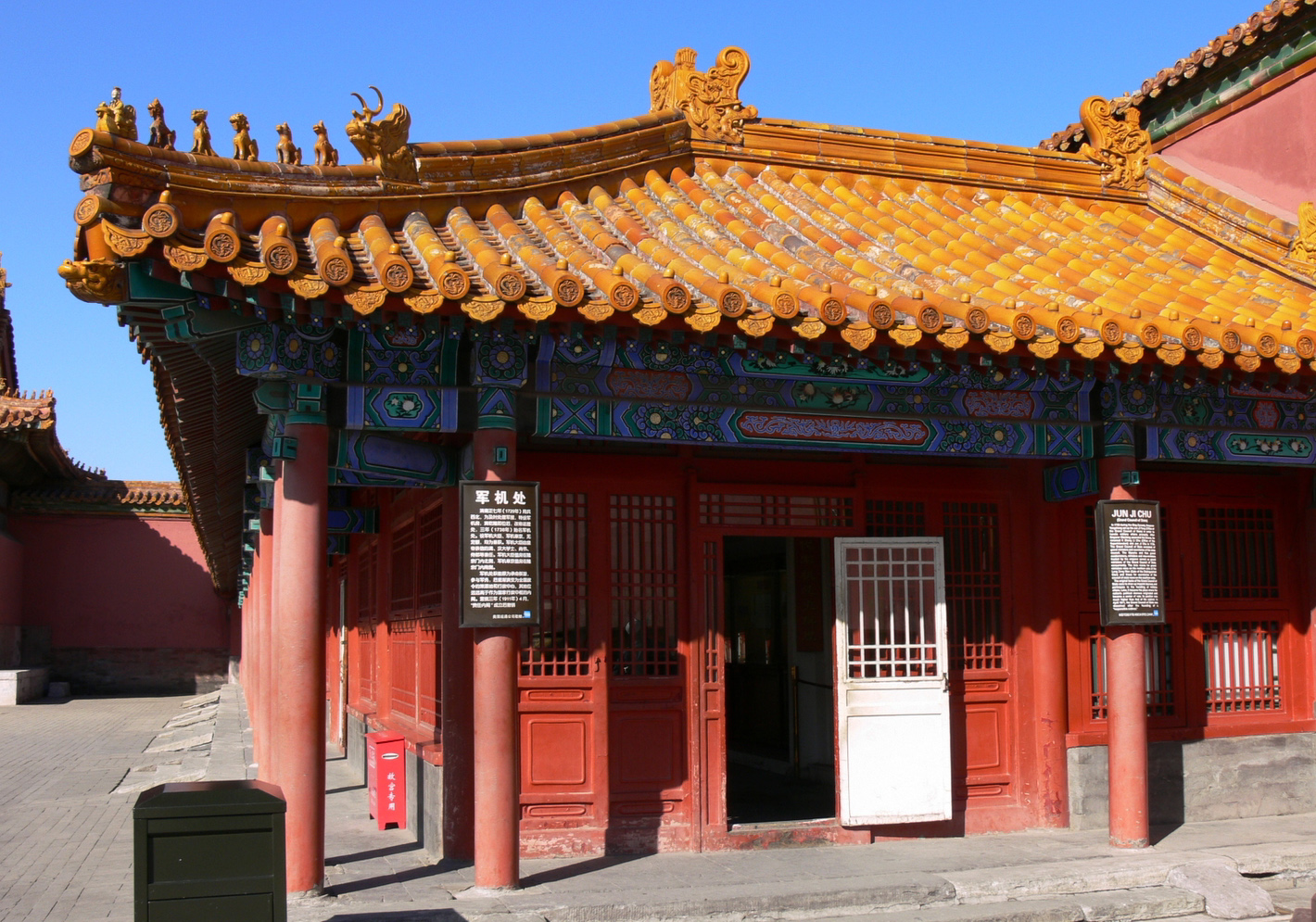
Sede del Gran Consejo en la Ciudad Prohibida de Pekín. El Gran Consejo tenía su sede en un edificio relativamente modesto cercano a los apartamentos del Emperador.

En 1729, el Emperador Yongzheng lanzó una ofensiva militar contra el kanato de Zungaria. Durante la ofensiva, se planteó la preocupación de que el lugar de reunión de la Gran Secretaría (fuera de la Puerta de la Armonía Suprema, esto es, fuera del recinto interior de la Ciudad Prohibida) no garantizaba la seguridad de los secretos militares. Por esta razón, Yongzheng decidió fundar una oficina de secretos militares, el Junjichu, en el Patio Interior de la Ciudad Prohibida. Los miembros de confianza del personal de la Gran Secretaría fueron destinados a trabajar en la nueva oficina. Después de derrotar a los zúngaros, el emperador Yongzheng notó que los asuntos gestionados por esta Oficina de Secretos Militares eran resueltos con gran rapidez y sin los problemas de ineficacia burocrática habituales en el resto de la administración. Como resultado, el Junjichu pasó de ser una institución temporal a convertirse en un "Gran Consejo" en 1732, superando rápidamente los poderes del Consejo de Príncipes Consejeros, y del Estudio del Sur, para convertirse en el principal órgano de elaboración de políticas del Imperio Qing.

## El Gran Consejo Qing (1738-1911)

### El Consejo Provisional y el restablecimiento del Gran Consejo
En 1735, el emperador Yongzheng murió y fue sucedido por su hijo, el emperador Qianlong. Poco antes de su muerte, el emperador Yongzheng estableció un consejo interino para ayudar a su hijo. El Consejo Interino pronto consolidó muchos de los organismos de la "Corte Interior" de la era Yongzheng, y amplió su poder. Tres años más tarde, en 1738, el Consejo Provisional se disolvió y se reconstituyó el Gran Consejo.
Durante el reinado del emperador Qianlong, el Gran Consejo tenía muchas funciones. Algunas de ellas incluían deberes más mundanos, como llevar la cuenta del papeleo y planificar eventos, como los entretenimientos para la corte imperial y el transporte del Emperador. Otras funciones estaban más vinculadas a la administración del Estado, como la redacción de edictos y el asesoramiento al Emperador sobre diversas políticas y problemas. Su proximidad al Emperador y a la corte interior, su secretismo y su estatus no oficial le permitieron ampliar y mantener su papel central en la administración del Estado, y también le liberaron de algunas de las limitaciones de muchos de los organismos de la corte exterior.

### El Gran Consejo después de la era Qianlong
En 1796, el emperador Qianlong abdicó en favor de su hijo, el emperador Jiaqing. A la muerte de su padre tres años más tarde, en 1799, el emperador Jiaqing, ejecutó una gran purga política a fin de librarse del corrupto favorito de su padre, Heshen, que había servido en el Gran Consejo desde 1776, y de limitar la posibilidad de que China cayera de nuevo en manos de un ministro tan corrupto como Heshen. Así, introdujo numerosas reformas en el Gran Consejo, incluyendo una reducción del número de grandes consejeros, la introducción de castigos administrativos para los grandes consejeros, y la regulación de los nombramientos de los secretarios del Gran Consejo por las audiencias imperiales. El Gran Consejo continuó su labor de órgano consultivo, y se permitió el acceso al mismo de príncipes imperiales, a los que Qianlong había excluido de todo cargo político. El Gran Consejo se mantuvo largamente inalterado durante los reinados de Daoguang y Xianfeng, y sólo cobró una cierta importancia con la regencias de Tongzhi y Guangxu.

### El Gran Consejo bajo la emperatriz viuda Cixi

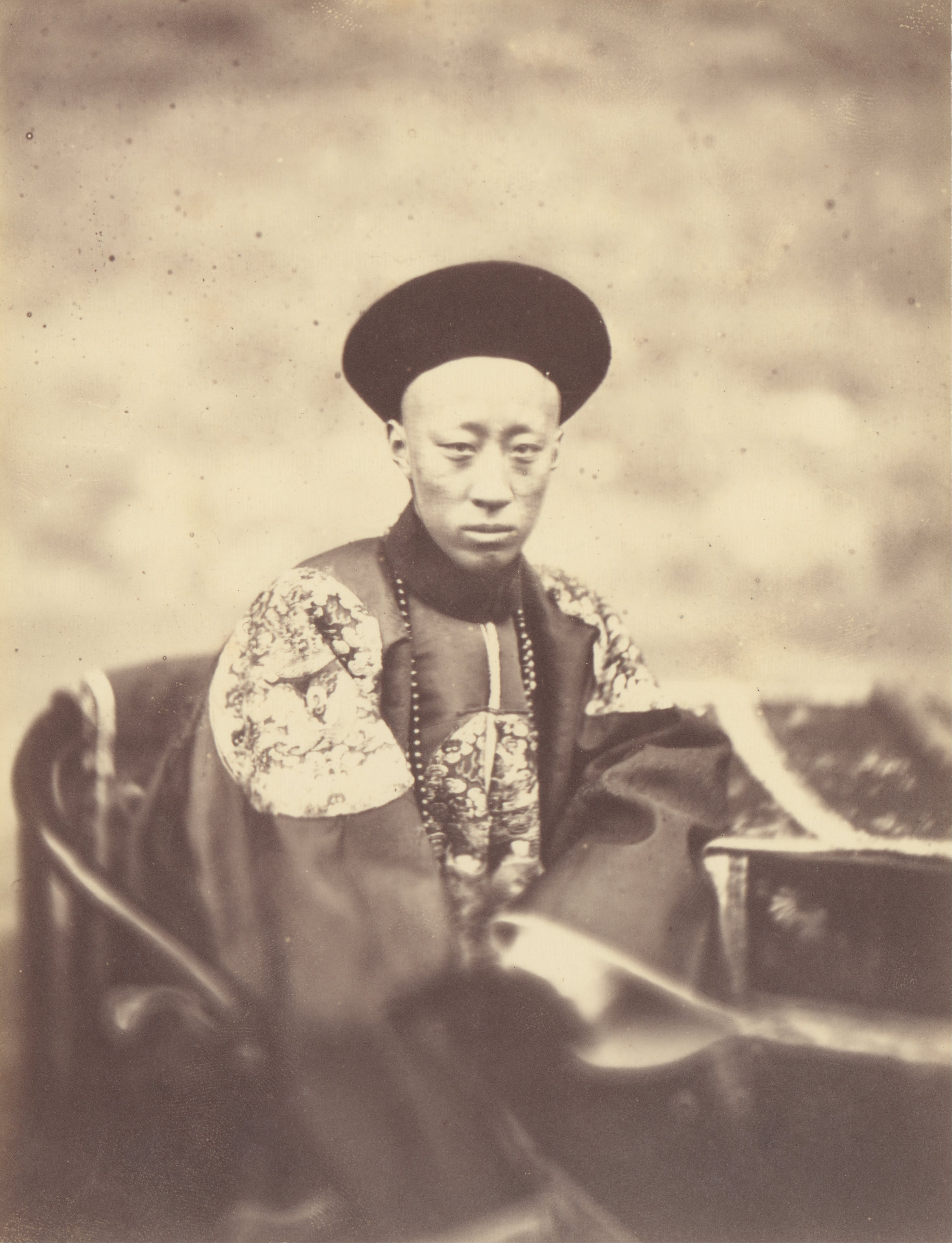
El Príncipe Gong (1833-1898), un destacado miembro del Gran Consejo durante los reinados de su hermano el emperador Xianfeng, y sus sobrinos el emperador Tongzhi (del que fue regente) y el emperador Guangxu. Fue aliado y después rival de la emperatriz viuda Cixi.

Durante las regencias de las emperatrices viudas Ci'an y Cixi, el Gran Consejo asumió muchas de las tareas de toma de decisiones, sobre todo porque las dos mujeres eran novatas en asuntos de Estado. Poco después de que las dos mujeres se convirtieran en regentes del emperador Tongzhi en 1861, se publicaron edictos en los que se detallaba cómo debían tratarse los documentos y asuntos de Estado, y muchas de las políticas eran decididas por el Gran Consejo. Los documentos debían enviarse primero a las emperatrices, que los remitirían al príncipe regente, el Príncipe Gong, que supervisaba el Gran Consejo. El Gran Consejo discutía entonces el asunto y tras recabar la opinión de las emperatrices, redactaba las órdenes en consecuencia, y los borradores de los edictos debían ser aprobados por las emperatrices. Esta configuración llevaría a Zeng Guofan a comentar tras una audiencia en 1869 que "el estado de las cosas dependía enteramente de los Grandes Consejeros.... cuyo poder superaba al del señor imperial". Esta configuración sobrevivió a la regencia del emperador Tongzhi y duró hasta la regencia del emperador Guangxu.
Después de que en 1892 el emperador Guangxu tomara formalmente las riendas del poder de su regente, la emperatriz viuda Cixi, tanto el Gran Consejo como el emperador solicitaron a menudo el consejo de la emperatriz viuda, a la que mantenían informada de los asuntos de Estado. De hecho, en 1894, con el estallido de la Primera Guerra Chino-Japonesa en 1894, se enviaron copias de los memorandos del Gran Consejo tanto al emperador Guangxu como a la emperatriz Cixi, lo que se practicó hasta 1898, momento en el que la emperatriz viuda reanudó su "tutela" del emperador Guangxu al dar un golpe palaciego con el que Cixi y los elementos más conservadores de la corte acabaron con la intentona reformista de Guangxu, conocida como la Reforma de los Cien Días. Desde entonces y hasta la muerte casi simultánea de la emperatriz viuda Cixi y el emperador Guangxu en 1908, Guangxu y Cixi recibieron conjuntamente al Gran Consejo en las audiencias, pero a Guangxu no se le permitía participar en las deliberaciones.

### Abolición
Con la muerte de la emperatriz viuda Cixi y del emperador Guangxu en 1908, Puyi, sobrino de Guangxu, ascendió en el trono. Finalmente, en mayo de 1911, el padre de Puyi, el segundo príncipe Chun, que era Príncipe Regente, abolió el Gran Consejo favoreciendo un "Gabinete Imperial" de corte más moderno. Yikuang, el Primer Ministro de la época, fundó el primer Gabinete Imperial en 1911. La dinastía Qing, a pesar de esta concesión a los que pedían reformas, se derrumbó poco después.

## Composición
El número de funcionarios que componían el Consejo variaba de vez en cuando, desde tres hasta diez. Por lo general, el número de funcionarios que formaban parte del consejo era de cinco, dos manchúes, dos chinos han y un Príncipe de primer rango, que actuaba como presidente del consejo. Al más veterano de ellos se le llamaba Consejero Principal (en chino, 領班軍機大臣; pinyin, lǐngbān jūnjī dàchén), pero se trataba simplemente de una designación de trabajo y no era un título oficial.

## Miembros notables del Gran Consejo
- Zhang Tingyu
- Heshen
- Sushun
- Yixin, Príncipe Gong
- Yixuan, Príncipe Chun
- Weng Tonghe
- Ronglu
- Li Hongzhang
- Zeng Guofan
- Wenxiang
- Yikuang, Príncipe Qing
- Qu Hongji
- Tan Sitong, ejecutado por apoyar la Reforma de los Cien Días.
- Yu Minzhong

##### Otras fuentes
- Ho, Alfred Kuo-liang. "The Grand Council in the Ch'ing Dynasty." The Far Eastern Quarterly 11, no. 2 (1952): 167–82.

- Datos: Q1347854
- Multimedia: Grand Council (Forbidden City) / Q1347854